# 盤瓠
盤瓠，一作槃瓠，又稱為葫蘆狗，是古代中國南方民族傳說中的神犬，為傳說中瑤族、畬族、輋族的祖先。

## 記載
關於盤瓠之相關記載，應始見於三國魚豢《魏略》（已佚，從《後漢書》李賢注引）云：「高辛氏有老婦，居王室，得耳疾，挑之，得物大如繭。婦人盛瓠中，覆之以槃，俄頃化為犬，其文五色，因名槃瓠。」現存之最早記載史料為晉人郭璞所撰《山海經注》第十二卷與同代干寶所撰《搜神記》第十四卷。

### 搜神記
根據《搜神記》之記載，高辛氏在位時，皇宮中的一名老婦人疑似有耳鳴，經醫生幫助後取出了一個小蟲。老婦便將小蟲飼養於對半切的葫蘆中，並用蓋子闔上。這隻蟲子不久之後變成一隻身上有五色（青、白、紅、黑、黃）之狗。高辛氏得知此事後，便賜名「盤瓠」。
當時高辛氏與西戎常有戰事，由於對方中的一名吳將軍甚強，高辛氏曾多次派將討伐未果，故下令若有人能取其首級，便可獲得大金賞賜、萬戶封邑，並將公主許嫁給此人。過了一陣子，盤瓠便啣著吳將軍的首級回到宮中。
由於高辛氏既已搬出約定，但由於盤瓠是狗，加上大臣們的反對，因此高辛氏不知應該如何。公主在聽到消息之後，便向父王說：「大王既以我許天下矣。盤瓠銜首而來，為國除害，此天命使然，豈狗之智力哉。王者重言，伯者重信，不可以女子微軀，而負明約於天下，國之禍也。」高辛氏一聽，便答應遵從約定以及女兒的意見，將公主嫁給盤瓠。盤瓠便帶公主前往南山。
盤瓠與公主在南山生下了六個兒子與六個女兒，這十二個小孩在父親死後互相結為連理。公主後來回到宮內，將這些事情告訴了高辛氏，高辛氏便派遣使者去迎接他的孫子們。由於孫子們討厭都市中的喧鬧而喜歡住在山中，高辛氏便順從他們的意思而賜與名山廣澤，並賜名為蠻夷。這些蠻夷後來分布於梁漢、巴蜀、武陵、長沙、廬江等地，包括以后的长沙武陵蛮人。世人稱之為「赤髀，橫裙，盤瓠子孫」。

### 變異版本
在部分的版本之中，盤瓠一開始是從皇后的耳中掉出來的小蟲，之後被公主所飼。在協助討伐敵人將領之後，盤瓠為了能夠與公主結婚，便提出將自己關在金鐘內，只要過七天七夜，牠便可以成為人。但因為公主擔心盤瓠而不小心在第六天晚上打開了金鐘，使得盤瓠的變身不完全，於是成了狗頭人身的獸人。即使如此，盤瓠仍與公主順利成婚。

## 註記
- 盤古之名可能源自於盤瓠，或是兩者有共同的命名淵源。[3]

## 關聯項目
- 盤瑤
- 盤王節
- 大澳石狗

## 外部連結
- 《搜神記》原文及白話翻譯[永久]
- 淺論盤古文化與盤瓠文化關係及其在嶺南融合 （页面存档备份，存于）